# Anacleto González Flores

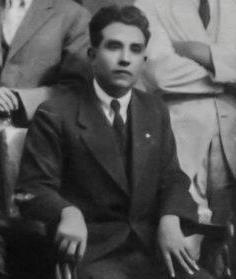
Anacleto González Flores em 1919

Anacleto González Flores (13 de julho de 1888 - 1º de abril de 1927), foi um leigo católico mexicano e advogado que foi torturado e executado durante a perseguição à Igreja Católica sob o presidente mexicano Plutarco Elías Calles, no México.
González foi beatificado pelo Bento XVI como mártir em 20 de 2005.

## Contexto Histórico
Quando González foi morto, o México estava sob o governo do presidente Plutarco Elías Calles, que era anticlerical e anticatólico. O México estava passando por uma repressão religiosa, ao qual o autor britânico Graham Greene chamou de "a mais feroz perseguição religiosa em qualquer lugar desde o reinado de Elizabeth".

## Vida pregressa
O segundo de doze filhos da família pobre de Valentín González Sánchez e María Flores Navarro, Anacleto González Flores foi batizado um dia após seu nascimento. Um padre católico, amigo da família, reconheceu a inteligência de Gonzáles e o recomendou para ir ao seminário menor. Lá, se destacou e ganhou o apelido de "Professor" ou "Mestre". Após decidir que não tinha vocação para as Ordens Sagradas, González começou a estudar direito na Escola Livre de Direito em Guadalajara e tornou-se advogado em 1922. Casou-se com María Concepción Guerrero e tiveram dois filhos.
González assistia à missa diariamente e se engajou em inúmeras obras de caridade, incluindo visitas a prisioneiros e ensino do catecismo.

## Carreira
González tornou-se ativista, liderou a Associação Católica da Juventude Mexicana (ACJM) e fundou a revista La Palabra, que atacava os artigos anticlericais e anticatólicos da Constituição de 1917. Ele foi o fundador e presidente da União Popular (UP), que organizou os católicos para resistir à perseguição da igreja, feita pelo presidente da época.
Originalmente, González apoiou a resistência passiva contra o governo desde que estudou os métodos de Gandhi. No entanto, em 1926, ele soube do assassinato de quatro membros da Associação Católica da Juventude Mexicana, juntou-se à Liga Nacional de Defesa da Liberdade Religiosa e apoiou a rebelião que se aproximava. Ele escreveu: "o país é uma prisão para a Igreja Católica. . . . Não nos preocupamos em defender nossos interesses materiais porque eles vêm e vão; mas defenderemos nossos interesses espirituais, porque são necessários para obter nossa salvação."
Em janeiro de 1927, depois de terem sofrido perseguições religiosas e ateísmo estatal, os católicos mexicanos pegaram em armas e iniciaram a Guerra Cristero. González não pegou em armas, mas fez discursos que encorajaram os católicos a apoiar os cristeros com dinheiro, comida, acomodação e roupas. Ele escreveu panfletos e fez discursos que apoiavam sua oposição ao governo anticlerical.
Buscando esmagar a rebelião, o governo procurou capturar os líderes da União Popular e da Liga Nacional de Defesa da Liberdade Religiosa. González foi capturado e acusado de ter assassinado um americano, Edgar Wilkens, mas o governo sabia que Wilkens havia sido morto por um ladrão, Guadalupe Zuno.

## Martírio
González foi torturado, inclusive sendo pendurado pelos polegares puxando-os para fora das órbitas, tendo o ombro fraturado com a coronha de um rifle e tendo a sola dos pés cortada. Em 1º de abril de 1927, ele foi executado por um pelotão de fuzilamento. Ecoando as palavras do presidente equatoriano assassinado Gabriel García Moreno, que desafiou as forças que tentavam reprimir sua fé, as últimas palavras de González foram "Ouça as Américas pela segunda vez: eu morro, mas Deus não! Viva Cristo Rei!"
A viúva de Wilkens, que sabia que González havia sido incriminado, escreveu uma carta de protesto a Washington, DC, que o exonerou. Uma carta adiando sua execução chegou pouco depois de ele ter sido baleado.

## Na cultura popular
González foi interpretado pelo ator Eduardo Verástegui no filme Cristada, que também estrelou Andy Garcia, Eva Longoria e Peter O'Toole.